# Lars Arnesson
Lars Arne Emanuel ”Laban” Arnesson, född 20 februari 1936 i Sandviken, Gävleborgs län, död 1 oktober 2023 i Sollentuna, Stockholms län, var en svensk idrottare och fotbollstränare. Han var Sveriges förbundskapten i fotboll 1980–1985.

## Biografi

### Tidiga år
Arnesson var redan i tidig ålder aktiv inom idrotten. Det började inom handbollen där han var svensk juniormästare samt svensk skolmästare (Dagens Nyheters turnering) två gånger om. 
Under ungdomsåren hann han även med att känna på ishockeyn där Sandviken blev svenska skolmästare, vilket ledde till att han sedan fortsatte till Vallentuna Tigers i division 1. Medan han gick i skolan i Sandviken var han även aktiv inom bandyn, där han blev svensk skolmästare tre gånger och division 2-spelare i Högbo. Under ungdomsåren blev han sålunda distriktsmästare i fyra olika idrotter.

### Från bandy till Fotbollsallsvenskan
Under tiden han spelade i Vallentuna Tigers fortsatte han med bandyn, men nu i Djurgårdens IF. I Djurgårdens bandylag blev han både distriktsmästare och division 1-spelare. Under hela den tiden höll han även fotbollen vid liv då han debuterade i Allsvenskan med Sandviken och sedan värvades till Djurgården med ett guld 1964 och ett silver som resultat.

### Tränare och senare år
Under tiden han aktivt utövade diverse sporter utbildade han sig till gymnastikdirektör med examen år 1960. Efter flera års spelarkarriär övergick han till en karriär som fotbollstränare, vilken inleddes i Skellefteå AIK mellan 1965 och 1968, sedan Skövde AIK, Kalmar FF och efter det en anställning på Svenska Fotbollförbundet som elitinstruktör. Mellan 1977 och 1978 tränade han Östers IF som tog hem Svenska cupen 1977 samt tog SM-guld 1978. Framgångarna ledde till förbundskaptensjobbet mellan åren 1980 och 1985. Under sin period som förbundskapten lyckades Arnesson inte ta landslaget till något mästerskap. Han arbetade därefter som chef för den tekniska enheten inom Svenska Fotbollförbundet samt var fram till sin pension medlem i Uefas och Fifas tekniska kommittéer.